# 尖子木
尖子木（学名：Oxyspora paniculata）为野牡丹科尖子木属下的一个种。

## 扩展阅读
- 維基物種上的相關：尖子木